# Авонсек
Авонсек (фр. Avensac) насеље је и општина у јужној Француској у региону Миди Пирене, у департману Жерс која припада префектури Кондом.
По подацима из 2011. године у општини је живело 62 становника, а густина насељености је износила 12,92 становника/km². Општина се простире на површини од 4,8 km². Налази се на средњој надморској висини од 201 метар (максималној 207 m, а минималној 111 m).

## Демографија
| 1962. | 1968. | 1975. | 1982. | 1990. | 1999. | 2011. |
| ----- | ----- | ----- | ----- | ----- | ----- | ----- |
| 96    | 98    | 78    | 62    | 43    | 48    | 62    |

График промене броја становника у току последњих година